# Nicola Caputo
Nicola Caputo (Teverola, 4 marzo 1966) è un politico italiano, europarlamentare dal 2014 al 2019.

## Biografia

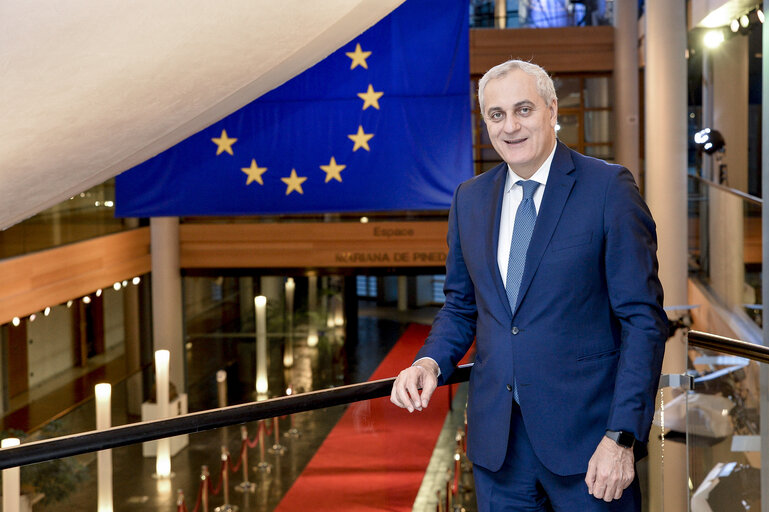
Nicola Caputo al Parlamento europeo

L'attività politica di Caputo inizia negli anni 90 quando diventa consigliere comunale del suo comune natale Teverola, comune nel quale ricopre negli anni successivi la carica di assessore al bilancio, all'istruzione e alle attività produttive.
Dal 2005 al 2014, eletto per due volte consecutive, ricopre la carica di consigliere regionale della Campania. Durante il mandato presiede una commissione speciale per la trasparenza e il controllo delle attività della regione, contribuendo ad istituire la prima Anagrafe degli eletti sul territorio nazionale, tramite proposta di legge.
Nel 2014 si candida alle elezioni europee con il Partito Democratico nella circoscrizione Italia meridionale ottenendo 85.897 preferenze e risultando eletto. Ad aprile 2016 si distingue per essere l'europarlamentare più stacanovista in tutto il parlamento europeo, con una partecipazione a 3.102 votazioni su 3.103 effettuate. Nel giugno 2018 gli viene conferito l'incarico di coordinatore del Gruppo Socialisti & Democratici in Commissione Agricoltura e Sviluppo Rurale.
Nel maggio 2019 si ripresenta alle elezioni europee ma non viene rieletto. Nel luglio 2019 è nominato consigliere sull'agricoltura, sugli affari europei e relazioni internazionali del presidente della Regione Campania Vincenzo De Luca nella sua giunta regionale. Nell'ottobre 2019 lascia il PD e aderisce a Italia Viva di Matteo Renzi.
Dal 27 ottobre 2020 è nominato assessore alle politiche agricole nella seconda giunta regionale Campana del presidente De Luca.
Nel maggio del 2024, in occasione delle elezioni europee, viene candidato per la lista di scopo Stati Uniti d'Europa (costituita da +Europa, Italia Viva e altri partiti) nella circoscrizione meridionale. Con circa 42.000 preferenze raccolte si piazza secondo dietro a Matteo Renzi ma la lista non supera la soglia di sbarramento.

## Impegno politico
La attività politica di Caputo si concentra particolarmente su alcuni temi:

### Agricoltura
Durante il suo mandato, Caputo ha intrapreso diverse attività per incentivare politiche europee per un'agricoltura sostenibile, per ridurre la volatilità dei prezzi nei mercati agricoli e per migliorare l'efficienza della filiera agroalimentare. Nel 2018 è stato Rapporteur in Parlamento europeo per l'iniziativa Young Farmers Scheme, lavorando a supporto dei giovani agricoltori, con previsioni che riguardano l'accesso al credito e alla terra e il ricambio generazionale nel settore. Ha ospitato a Caserta il Commissario europeo Phil Hogan nell'ambito di una manifestazione sulla PAC e il Mezzogiorno.

### Politiche europee per il Sud Italia
In Assemblea Plenaria, Caputo è intervenuto più volte su occupazione giovanile e parità retributiva di genere nel Mezzogiorno, oltre che sulla situazione ambientale, sanitaria e sociale nella Terra dei Fuochi. Ha assunto una posizione critica verso i risultati del programma Garanzia Giovani in particolare nel mezzogiorno d'Italia, chiedendo alla Commissione modifiche sostanziali del programma con un'interrogazione scritta co-firmata da oltre 40 parlamentari europei. Dall'inizio del suo mandato, Caputo è impegnato in un'attività di diffusione della cultura della progettazione europea nelle regioni del Sud Italia, attraverso incontri con esperti, eventi didattici e per mezzo della sua newsletter periodica.

### Sicurezza alimentare
Con riguardo alla sicurezza e alla difesa alimentare, Caputo ha assunto posizioni fortemente critiche verso l'utilizzo dei prodotti fitosanitari in agricoltura. Ha inoltre segnalato i pericoli per la salute derivanti dall'acrilammide e intrapreso una campagna contro il rinnovo dell'autorizzazione al glifosato da parte del Parlamento europeo.

### Economia circolare
il 10 dicembre 2016, Caputo ha presentato in anteprima al Parlamento Europeo i dati SPI (Social Progress Index) relativi ad alcune regioni dell'UE, supportando l'adozione di uno strumento di calcolo del benessere alternativo al PIL. Il deputato ha inoltre supportato iniziative a favore delle aziende agricole a conduzione familiare, della pesca artigianale, dell'agricoltura conservativa e della lotta contro gli sprechi alimentari.

### Diritto alla salute
Il 7 settembre 2015, il Parlamento europeo ha adottato una dichiarazione presentata da Caputo insieme a 400 colleghi proponenti l'adozione di una strategia europea integrata per l'autismo, promuovendo per la prima volta una strategia unificata per la ricerca, l'assistenza e la sensibilizzazione su questa patologia.